# South Holme
South Holme – osada w Anglii, w North Yorkshire, w dystrykcie (unitary authority) North Yorkshire. W 2001 osada liczyła 31 mieszkańców. South Holme jest wspomniana w Domesday Book (1086) jako Holm/Holme.